# Jiří Platenka
Jiří Platenka (1. března 1932 Holice – 1. února 1999) byl český fotograf.

## Umělecké zaměření
Fotografování přinášelo Jiřímu Platenkovi pocit uspokojení a seberealizace. Nejenže s ní začínal, ale celý život zůstal věrný krajinářské fotografii. Všímal si především výtvarně neobvyklých detailů, které pak s řemeslnou perfektností zpracoval do působivých obrazů.
Krajina a později i portrét zůstaly jeho nejvděčnějšími tématy. Nešlo mu pouze o obyčejný popis, do obou témat vkládal umělecký prvek s důrazem na osobitost. Hledal zvláštnosti a experimentoval. Zlákala ho zajímavá, i když nelehká technika koláží. Jeho práce mají vysokou úroveň, což dokazuje celá řada ocenění doma i v cizině.

## Vzdělání
Vystudoval Reálné Gymnázium a Střední průmyslovou školu strojírenskou. Celý život pracoval jako konstruktér, později projektant v n.p. TOS Holice, nyní BSH Holice.
Absolvoval Fotostudio při Krajském kulturním středisku v Hradci Králové (1964-1966) pod vedením doc. Jána Šmoka, Školu (nyní Institut) výtvarné fotografie v Brně (1971-1973), kterou vedl prof. K. O. Hrubý a roční nástavbové studium zaměřené na barevnou fotografii (1975-76) pod vedením Jaroslava Vávry.

## Ocenění
V roce 1978 obdržel titul ASČF (Autor svazu Českých Fotografů).
Zúčastnil se více než stovky zahraničních výstav, kde získal několik hlavních cen.
Z medailí Evropské fotografické asociace FIAP získal na mezinárodních přehlídkách
- jednu zlatou
- dvě stříbrné
- dvě bronzové
- třikrát čestné uznání.

## Samostatné výstavy v České republice
- Holice v Čechách
- Pardubice
- Hradec Králové
- Vysoké Mýto
- Liberec
- Česká Lípa
- Sezimovo Ústí
- Písek
- Jablonec nad Nisou
- Turnov
- Poslední jeho výstavy v Moravské Třebové se již nedožil.

## Samostatné zahraniční výstavy
- Německo: Friedrichsbrunn, Quedlinburg, Hamburg, Heidelberg (účast na projektu PHOTOART 1988, 1989, 1990)
- Španělsko: Dan Sebastian, Zaragoza, Logrońo
- Francie: Mauléon, Laon, Soissons, Vervins, Nonvion-en Thiérache, Serénange
- Belgie: Arlon
- Itálie: Saronno
- Rakousko: Traun